# Saint-Laurs
Saint-Laurs település Franciaországban, Deux-Sèvres megyében. Lakosainak száma 614 fő (2022. január 1.). Saint-Laurs Le Busseau, Ardin, Coulonges-sur-l’Autize, Saint-Maixent-de-Beugné, Faymoreau és Beugnon-Thireuil községekkel határos.

## Népesség
A település népessége az elmúlt években az alábbi módon változott:
| Lakosok száma | 547  | 561  | 576  | 568  | 582  | 596  | 610  | 612  | 614  |
|               | 2013 | 2015 | 2016 | 2017 | 2018 | 2019 | 2020 | 2021 | 2022 |